# Tello (kommun)
Tello är en kommun i Colombia.   Den ligger i departementet Huila, i den centrala delen av landet, 200 km sydväst om huvudstaden Bogotá. Antalet invånare är 13 553.